# لودویک پانکرات
لودویک پانکرات (انگلیسی: Ludovic Pancrate؛ زادهٔ ۲۳ فوریهٔ ۱۹۸۷) بازیکن فوتبال اهل فرانسه است.
از باشگاه‌هایی که در آن بازی کرده‌است می‌توان به اشاره کرد.
وی همچنین در تیم ملی فوتبال مارتینیک بازی کرده‌است.